# Quadratische Form
Eine quadratische Form ist in der Mathematik eine Funktion, die sich in einigen Aspekten wie die quadratische Funktion {\displaystyle x\mapsto x^{2}} verhält. Ein Polynom, welches ausschließlich Terme zweiten Grades enthält, ist eine quadratische Form. Ein bekanntes Beispiel ist das Quadrat des Betrages eines Vektors {\displaystyle {\vec {v}}=(x,y,z,\dots )}:
{\displaystyle |{\vec {v}}|^{2}=x^{2}+y^{2}+z^{2}+\dots }
Quadratische Formen tauchen in vielen Bereichen der Mathematik auf. In der Geometrie dienen sie dazu, Metriken einzuführen, in der Elementargeometrie zur Beschreibung von Kegelschnitten. Sie sind aber, falls zum Beispiel über den rationalen oder ganzen Zahlen betrachtet, auch ein klassischer Gegenstand der Zahlentheorie, in der man etwa nach den Zahlen fragt, die sich durch eine quadratische Form darstellen lassen. Hier werden im Folgenden vor allem zahlentheoretische Aspekte betrachtet.

## Motivation
Ein (reeller) Vektorraum {\displaystyle V} mit Skalarprodukt {\displaystyle \langle \cdot ,\cdot \rangle } lässt sich zu einem normierten Raum machen, indem man die Norm eines Vektors {\displaystyle x} als induzierte Norm {\displaystyle \|x\|:={\sqrt {\langle x,x\rangle }}} definiert. Die hierbei verwendete Quadratwurzel stört insofern, als man, wenn man stattdessen die Abbildung {\displaystyle q\colon x\mapsto \langle x,x\rangle } betrachtet, auch auf allgemeinere Bilinearformen und andere Grundkörper {\displaystyle K} verallgemeinern kann. Da ein Vektorraum dadurch bestimmt ist, dass Vektoren addiert und mit Elementen des Grundkörpers skaliert werden können, ist zu untersuchen, wie die Abbildung {\displaystyle q} sich hierbei verhält. Man findet die folgenden Beziehungen:
{\displaystyle {\begin{array}{ll}q(ax)=a^{2}q(x)&\mathrm {f{\ddot {u}}r\ alle} \quad a\in K{\text{ und }}x\in V\\q(x+y)+q(x-y)=2q(x)+2q(y)&\mathrm {f{\ddot {u}}r\ alle} \quad x,y\in V\end{array}}}
Abbildungen {\displaystyle q\colon V\to K}, die die obigen Bedingungen erfüllen, kann man auch betrachten, ohne dass sie von einer Bilinearform herstammen. Obendrein kann man von Vektorräumen über einem Körper zu Moduln über einem kommutativen Ring mit Einselement verallgemeinern. Häufig untersucht man hierbei den Ring {\displaystyle \mathbb {Z} } der ganzen Zahlen sowie den Modul {\displaystyle \mathbb {Z} ^{n}}, insbesondere {\displaystyle \mathbb {Z} ^{2}}.

## Definitionen

### Quadratische Form innUnbestimmten
Eine quadratische Form (in {\displaystyle n} Unbestimmten) über einem kommutativen Ring mit Einselement {\displaystyle A} ist ein homogenes Polynom vom Grad 2 in {\displaystyle n} Unbestimmten mit Koeffizienten in {\displaystyle A}.
Der Begriff Form wurde von Legendre geprägt.

#### Spezialfälle
- Für {\displaystyle n=2} spricht man von binären quadratischen Formen. Eine binäre quadratische Form ist also ein Polynom der Gestalt {\displaystyle aX^{2}+bXY+cY^{2}} mit {\displaystyle a,b,c\in A}.

- Für {\displaystyle n=3} spricht man von ternären quadratischen Formen. Eine ternäre quadratische Form ist also ein Polynom der Gestalt {\displaystyle aX^{2}+bXY+cXZ+dY^{2}+eYZ+fZ^{2}} mit {\displaystyle a,\dotsc ,f\in A}.

### Quadratische Form auf Moduln
Allgemeiner definiert man den Begriff quadratische Form für beliebige A-Moduln {\displaystyle M} wie folgt: Eine quadratische Form auf {\displaystyle M} ist eine Abbildung {\displaystyle q\colon M\to A} mit den folgenden Eigenschaften:
- Für alle {\displaystyle a\in A} und {\displaystyle x\in M} gilt {\displaystyle q(ax)=a^{2}q(x)}.
- Die Abbildung {\displaystyle b\colon M\times M\to A} definiert durch {\displaystyle b(x,y):=q(x+y)-q(x)-q(y)} ist linear in beiden Argumenten, also eine Bilinearform auf {\displaystyle M}. Sie ist automatisch symmetrisch, es gilt also {\displaystyle b(x,y)=b(y,x)}. Man nennt sie die zu {\displaystyle q} gehörige symmetrische Bilinearform.

Eine quadratische Form im obigen Sinne ist somit eine quadratische Form auf dem Modul {\displaystyle A^{n}}.

### Quadratischer Modul
Ein quadratischer Modul ist ein Paar {\displaystyle (M,q)}, bestehend aus einem A-Modul {\displaystyle M} und einer quadratischen Form {\displaystyle q} auf {\displaystyle M}.
Es bezeichne {\displaystyle b} die zu {\displaystyle q} gehörige symmetrische Bilinearform. Dann heißen zwei Elemente {\displaystyle x,y\in M} {\displaystyle q}-orthogonal beziehungsweise {\displaystyle b}-orthogonal, falls {\displaystyle b(x,y)=0} gilt.

### Quadratischer Raum
Ein quadratischer Raum ist ein quadratisches Modul {\displaystyle (V,q)}, wobei {\displaystyle V} ein Vektorraum ist. Der Ring, über dem {\displaystyle V} definiert ist, ist also ein Körper.

## Algebraische Voraussetzungen
Im Folgenden sei angenommen, dass {\displaystyle 2} in dem Ring {\displaystyle A} invertierbar ist. Dies gilt insbesondere für Körper der Charakteristik ungleich 2 wie die reellen oder komplexen Zahlen.
Ordnet man einer quadratischen Form {\displaystyle \textstyle q(x)=\sum _{1\leqslant i\leqslant j\leqslant n}q_{ij}x_{i}x_{j}} die Dreiecksmatrix {\displaystyle Q=(q_{ij}} mit {\displaystyle i\leqslant j}, sonst 0) zu, so kann man {\displaystyle q(x)} auch als {\displaystyle x^{T}Qx} beziehungsweise als {\displaystyle x^{T}Q^{T}x} auffassen. Hieraus ergibt sich zunächst:
Bezug zu symmetrischen BilinearformenEs gibt eine eindeutige Entsprechung zwischen quadratischen Formen in {\displaystyle n} Unbestimmten und symmetrischen Bilinearformen auf {\displaystyle A^{n}}:
Zu einer quadratischen Form {\displaystyle q} erhält man eine symmetrische Bilinearform {\displaystyle B} durch Polarisierung
{\displaystyle B(x,y)={\frac {1}{2}}\left(q(x+y)-q(x)-q(y)\right).}
Umgekehrt ist
{\displaystyle q(x)=B(x,x).}
Formal gesehen liefert diese Konstruktion zunächst nur eine Polynomfunktion; man erhält aber tatsächlich ein Polynom, indem man die Bilinearform durch eine Matrix darstellt oder sie auf beliebige {\displaystyle A}-Algebren ausdehnt.
Äquivalenz von FormenWenn {\displaystyle S} eine {\displaystyle n}-reihige Matrix ist, dann erhält man durch die Substitution {\displaystyle y=Sx} eine neue quadratische Form {\displaystyle y^{T}(S^{T}QS)y}. Wenn {\displaystyle S} invertierbar ist, kann man aus der neuen Form auch wieder die alte Form rückgewinnen. Insgesamt ermöglicht so eine Matrixgruppe {\displaystyle \Gamma } die Einführung einer Äquivalenzrelation auf der Menge aller quadratischen Formen. Wir sprechen hier von {\displaystyle \Gamma }-äquivalenten Formen (Beachte auch die Schlussbemerkung zu 4).
DefinitheitFür reelle oder rationale Formen kann man über die entsprechenden Matrixkriterien für {\displaystyle Q+Q^{T}} (Definitheit) Aussagen darüber gewinnen, ob der Wertebereich der Form über {\displaystyle \mathbb {R} ^{n}} nur positive oder nur negative Werte annimmt, oder ob eine derartige Beschränkung nicht zutrifft. Entsprechend wird die Form positiv definit, negativ definit oder indefinit genannt. Nimmt der Wertebereich für Definitionswerte ungleich Null nur positive bzw. negative Werte sowie Null an, so heißt die Form positiv bzw. negativ semidefinit.

## Beispiele/Klassifikation

### Quadratische Formen über den reellen Zahlen
Es sei {\displaystyle V} ein {\displaystyle \mathbb {R} }-Vektorraum. Nach dem Trägheitssatz von Sylvester ist jede quadratische Form {\displaystyle q\colon V\to \mathbb {R} } diagonalisierbar, d. h., es existiert eine Basis {\displaystyle e_{1},\dotsc ,e_{n}} von {\displaystyle V}, so dass
{\displaystyle q(\lambda _{1}e_{1}+\dotsb +\lambda _{n}e_{n})=\lambda _{1}^{2}+\dotsb +\lambda _{a}^{2}-\lambda _{a+1}^{2}-\dotsb -\lambda _{a+b}^{2}}
für gewisse {\displaystyle a,b} mit {\displaystyle a+b\leq n} gilt. Die Isomorphieklasse einer quadratischen Form wird also bestimmt durch ihren Rang {\displaystyle a+b} und ihre Signatur {\displaystyle a-b}.

### Quadratische Formen über Zahlkörpern
Quadratische Formen über {\displaystyle \mathbb {Q} } wurden von Minkowski klassifiziert. Hasse verallgemeinerte dies später auf eine Klassifikation von quadratischen Formen über Zahlkörpern. Insbesondere sind zwei quadratische Formen genau dann isomorph, wenn alle ihre Vervollständigungen (reell, komplex und p-adisch) jeweils isomorph sind, siehe Satz von Hasse-Minkowski.

### Quadratische Formen über den ganzen Zahlen
Man sagt, dass zwei positiv-definite quadratische Formen {\displaystyle (V,q),(V^{\prime },q^{\prime })} über {\displaystyle \mathbb {Z} } dasselbe Geschlecht haben, wenn man für alle {\displaystyle n\in \mathbb {N} } durch Erweiterung mit Skalaren zu {\displaystyle \mathbb {Z} /n\mathbb {Z} } (d. h. Tensorprodukt mit {\displaystyle \mathbb {Z} /n\mathbb {Z} }) isomorphe quadratische Formen über {\displaystyle \mathbb {Z} /n\mathbb {Z} } bekommt. Die Anzahl der Isomorphieklassen desselben Geschlechts kann mit der Massenformel von Smith-Minkowski-Siegel bestimmt werden.

## Elementare Zahlentheorie
Zur Frage, ob eine vorgegebene ganzzahlige quadratische Form mit irgendwelchen ganzzahligen Argumenten einen vorgegebenen Wert annehmen kann („einen Wert darstellt bzw. repräsentiert“), gibt es eine Vielzahl von Ergebnissen.
Für sich betrachtet haben diese Ergebnisse naturgemäß oft anekdotischen Charakter. Beachtet man jedoch, dass
- {\displaystyle \operatorname {SL} _{n}(\mathbb {Z} )}, die Gruppe der {\displaystyle n}-reihigen, ganzzahligen Matrizen der Determinante 1, und
- {\displaystyle \operatorname {GL} _{n}(\mathbb {Z} )}, die Gruppe der {\displaystyle n}-reihigen, ganzzahligen Matrizen der Determinante ±1,

jeweils sowohl das Gitter {\displaystyle \mathbb {Z} ^{n}} als auch die Menge der teilerfremden Zahlen in {\displaystyle \mathbb {Z} ^{n}} bijektiv auf sich abbildet, so stehen die folgenden Ergebnisse jeweils für ganze Familien äquivalenter Formen.
Prominent sind beispielsweise die folgenden Themen
Quadratzahlen der Form {\displaystyle x^{2}+y^{2}}Die ganzzahligen Lösungen der Gleichung {\displaystyle x^{2}+y^{2}=z^{2}} heißen Pythagoräische Zahlen. Die bekannteste Lösung dieser Aufgabe ist {\displaystyle 3^{2}+4^{2}=5^{2}}. Dies ist die kleinste einer unendlichen Anzahl von Lösungen.
Mehr als die übliche parametrische Beschreibung aller Lösungen (Pythagoreisches Tripel) findet sich in der Literatur.
Zahlen der Form {\displaystyle w^{2}+x^{2}+y^{2}+z^{2}}Der erste bekannte Fall einer quadratischen Form, die alle natürlichen Zahlen darstellt. (Satz von Lagrange oder Vier-Quadrate-Satz)
Ein Beweis und weiterführende Informationen zum Thema quadratischer Formen, die alle natürlichen Zahlen darstellen, via 15-Satz.
ganzzahlige Lösungen der Gleichung {\displaystyle ax^{2}+by^{2}+cz^{2}=0}({\displaystyle a,b,c} ganzzahlig, quadratfrei, paarweise teilerfremd, nicht alle vom gleichen Vorzeichen).
Es existiert genau dann eine nicht-triviale Lösung, wenn {\displaystyle -ab{\pmod {c}}}, {\displaystyle -bc{\pmod {a}}} und {\displaystyle -ca{\pmod {b}}} quadratische Reste im jeweiligen Modul sind. Das ist ein Ergebnis von Legendre (für die Notation siehe Kongruenz (Zahlentheorie)).
Primzahlen der Form {\displaystyle x^{2}+y^{2}}Dies sind genau 2 sowie die Primzahlen {\displaystyle \equiv 1{\pmod {4}}}. Die Beobachtung ist historisch von besonderer Bedeutung, sie geht auf Fermat zurück.
Ein moderner Beweis, geradezu die Mutter aller Beweise, im Buch der Beweise Kapitel 4.
Primzahlen der Form {\displaystyle x^{2}+xy+y^{2}}Dies sind genau die 3 sowie die Primzahlen, die {\displaystyle \equiv 1{\pmod {3}}} sind.
Primzahlen der Form {\displaystyle x^{2}+ny^{2}}Mit dieser Fragestellung befasst sich das Buch von Cox.
Wenn zwei quadratische Formen durch Anwendung einer Matrix {\displaystyle A\in \operatorname {GL} _{n}(\mathbb {Z} )} auseinander hervorgehen, dann lässt sich eine ganze Zahl genau dann als Wert der einen quadratischen Form darstellen, wenn sie sich als Wert der anderen quadratischen Form darstellen lässt: dies folgt unmittelbar aus der Definition {\displaystyle (Aq)(x_{1},\dotsc ,x_{n})=q(A^{-1}x_{1},\dotsc ,A^{-1}x_{n})}. Aus Sicht der Zahlentheorie sind die Formen {\displaystyle q} und {\displaystyle Aq} also äquivalent und es stellt sich die Frage, ein möglichst einfaches Repräsentantensystem für die Menge der quadratischen Formen in {\displaystyle n} Variablen modulo der Wirkung von {\displaystyle \operatorname {GL} (n,\mathbb {Z} )} zu finden. Für quadratische Formen in 2 Variablen wurde dieses Problem von Gauß in Kapitel 5 von „Disquisitiones Arithmeticae“ (mit fast 260 Seiten der Hauptteil des Buches) diskutiert.
Im Fall positiv definiter quadratischer Formen handelt es sich dabei in heutiger Sprache um das Problem, einen Fundamentalbereich für die Wirkung von {\displaystyle \operatorname {GL} (n,\mathbb {Z} )} auf dem symmetrischen Raum {\displaystyle \operatorname {GL} (n,\mathbb {R} )/O(n)} (dem Raum der positiv definiten quadratischen Formen in {\displaystyle n} Variablen) zu finden.

Fundamentalbereich für die Wirkung von SL(2,ℤ) auf der hyperbolischen Ebene.

Für {\displaystyle n=2} lässt sich der Raum {\displaystyle \operatorname {GL} (2,\mathbb {R} )/O(2)} der positiv definiten binären quadratischen Formen mit der hyperbolischen Ebene identifizieren. Nebenstehendes Bild zeigt eine Zerlegung der hyperbolischen Ebene in Fundamentalbereiche für die Wirkung von {\displaystyle \operatorname {GL} (2,\mathbb {Z} )}. Ein solcher Fundamentalbereich (z. B. der im Bild grau schraffierte) liefert also ein Repräsentantensystem von binären quadratischen Formen, so dass jede andere positiv definite binäre quadratische Form äquivalent zu einer Form aus dem Repräsentantensystem ist und insbesondere dieselben ganzen Zahlen darstellt.
Verwandte Fragestellungen, allerdings außerhalb des Bereichs der quadratischen Formen, sind Themen wie der Satz von Fermat und das Waring-Problem.

## Verwandte Begriffe
Die (projektive) Nullstellenmenge einer quadratischen Form wird als Quadrik bezeichnet.